# Geen baan
Geen baan is een single van Herman van Veen. Het is afkomstig van zijn album De wisselaars. De hoes was een ontwerp van François Schuiten.
Geen baan is een lied geschreven door Willem Wilmink en Herman van Veen zelf. Het gaat over de economische crisis van de jaren tachtig van de 20e eeuw. Van Veen ontwikkelde zich toen meer in de richting van sociaal bewogenheid, voor zover dat nog niet het geval was.
Liefde, over prostituébezoek, is een lied van Hans-Jürgen Buchner met tekst van Sjoerd Kuyper. Het lied (Bleib in het album Spinn I van Haindling) is geproduceerd door de Duitse Laurent Antony. Zowel Buchner als Antony waren betrokken bij de Duitse band Haindling, de leverancier van de melodie van Van Veens hit Hilversum III.
Geen baan haalde de Nederlandse en Belgische hitparades niet.